# Airbus A330

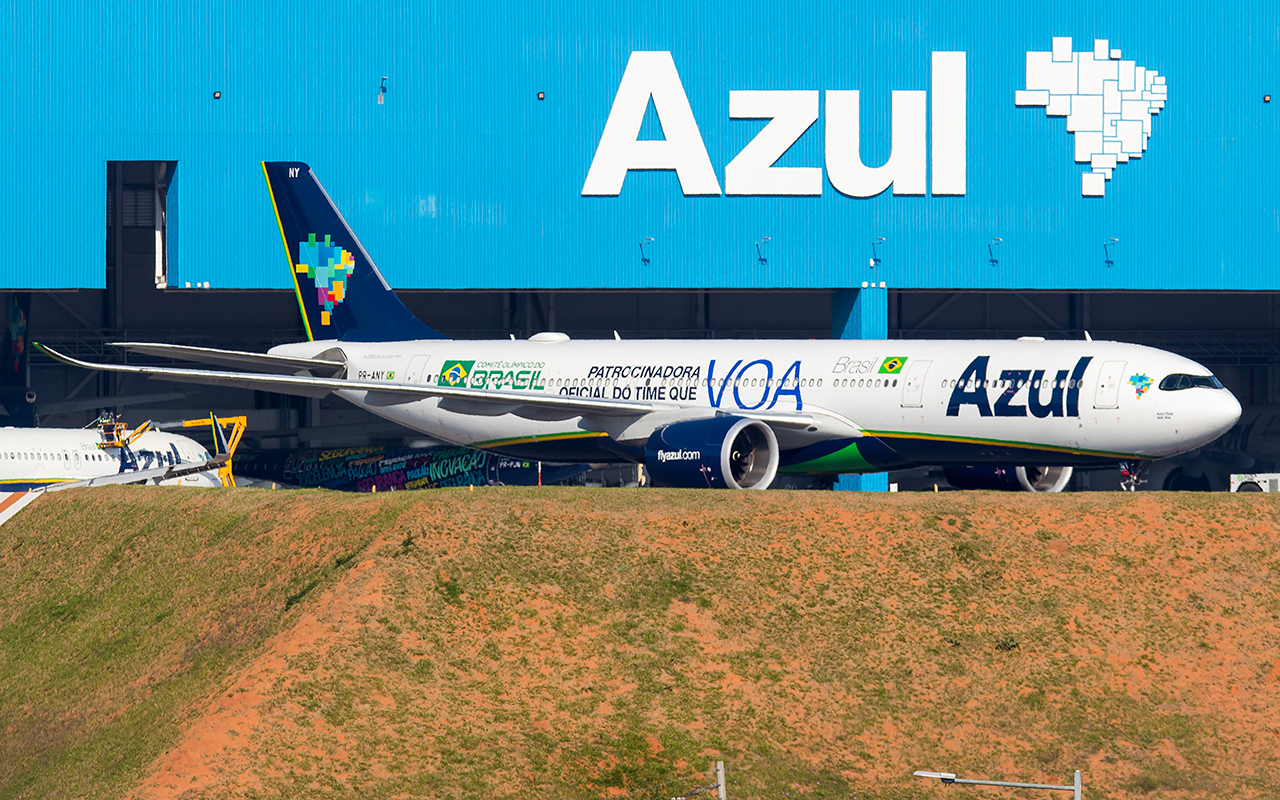
Airbus A330-941 - PR-ANY AZUL Linhas Aéreas Brasileiras Aeroporto Internacional de Viracopos

O Airbus A330 é um avião widebody bimotor turbofan, desenvolvido e fabricado pela Airbus. As versões têm um alcance de 5 000 km (2 700 m.n.) a 13 000 km (7 020 m.n.) e podem levar até 335 passageiros com uma configuração de duas classes, ou transportar até 70 toneladas (154 000 libras) de carga.
O avião surgiu em meados da década de 1970, como um derivado desenvolvido a partir do Airbus A300. O A330 foi desenvolvido em paralelo com o Airbus A340, equipado com quatro motores, com diversas características iguais entre os dois. Ambos os aviões são equipados com o sistema fly-by-wire, bem como o cockpit de vidro, que permite a instalação de até seis telas de LED para o controle de voo. Em junho de 1987, depois de receber diversos pedidos de companhias aéreas, a Airbus lançou oficialmente o A330 e A340. Foi o primeiro avião da Airbus com disponibilidade de três motores, sendo o General Electric CF6, Pratt & Whitney PW4000 e Rolls-Royce Trent 700.
A variante -300, a primeira lançada, realizou o primeiro voo em novembro de 1992 e entrou em serviço com a Air Inter em janeiro de 1994. A Airbus lançou em 1998 a variante -200, um pouco menor. Também foram desenvolvidas uma versão de carga, -200F, militar, A330 MRTT, e corporativa, ACJ330. Desde o seu lançamento, o avião permitiu à Airbus expandir a participação no mercado de aviões widebody. Os concorrentes deste avião são o Boeing 767, 777 e 787. Recentemente, a Airbus desenvolveu o Airbus A350, com uma gama de variedades parecida com o A330. Além disso, uma nova versão foi lançada pela Airbus, o Airbus A330neo, com novos motores e outras melhorias. Até 31 de dezembro de 2017, o modelo acumulava 1 390 entregas para 118 clientes, de um total de 1 707 pedidos, com 317 aviões a serem entregues.

## Variantes

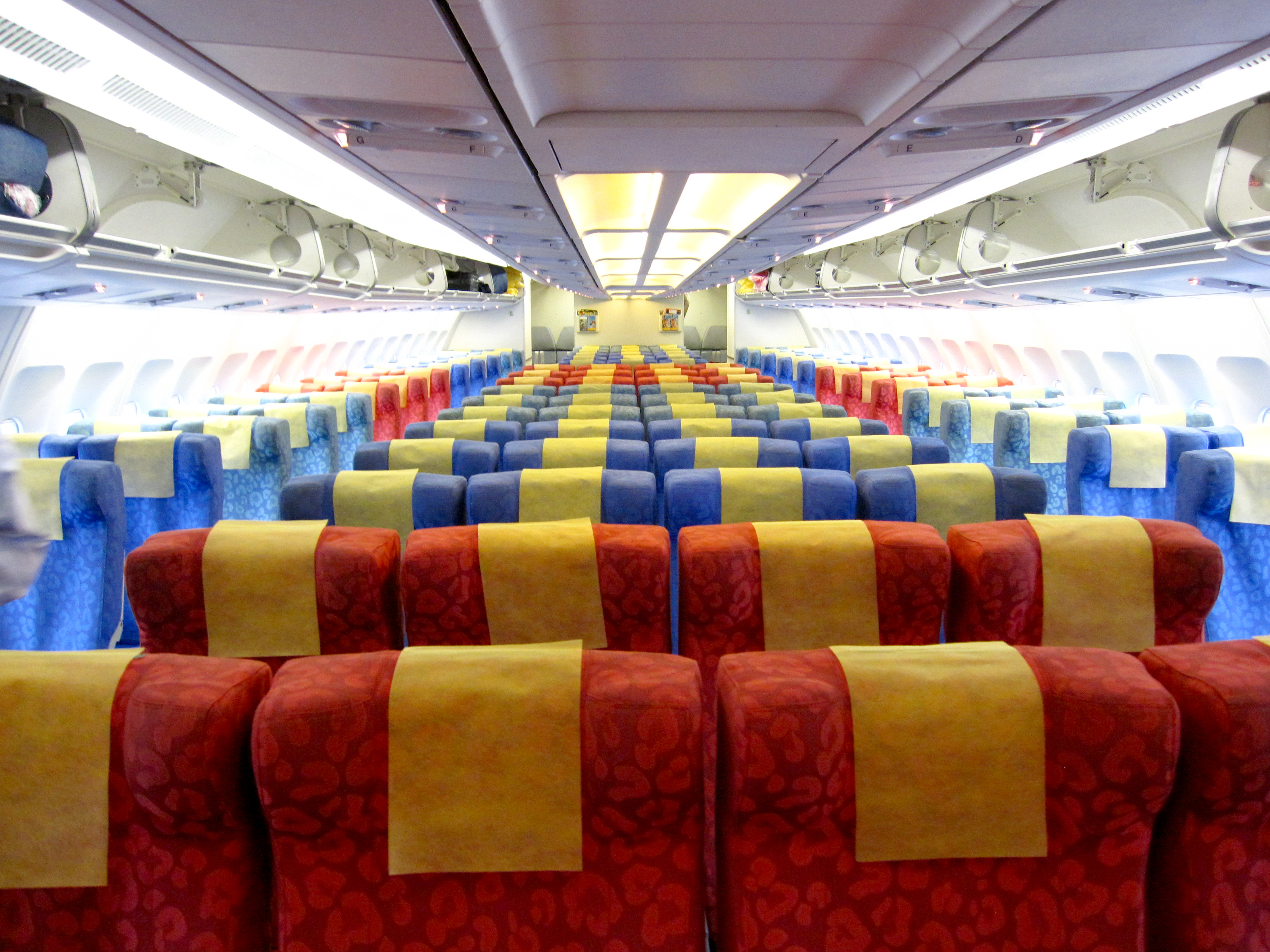
Interior de um A330 na configuração 2-4-2

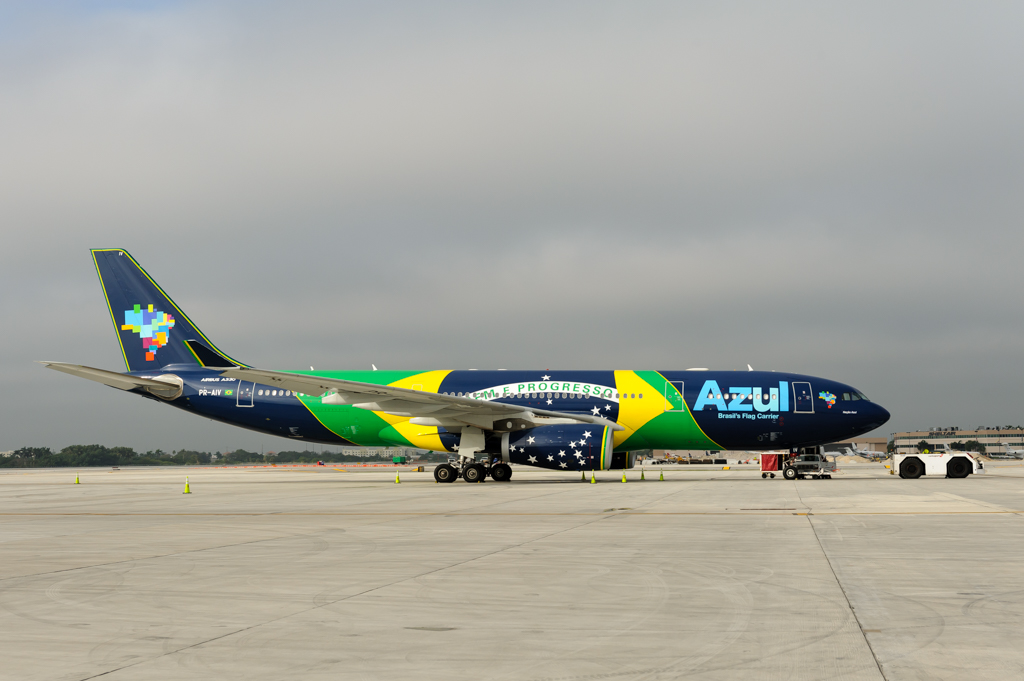
Um Airbus A330 da Azul nas cores da bandeira do Brasil

O A330 possui duas variantes, o A330-300, desenvolvido em 1987, e que entrou em serviço em 1993, e o A330-200, desenvolvido em 1995, e que entrou em serviço em 1998. A versão Cargueira (A330-200F) entrou em serviço em 2008 e o Tanque (Airbus A330 MRTT) ainda se encontra em desenvolvimento.

### Airbus A330-200

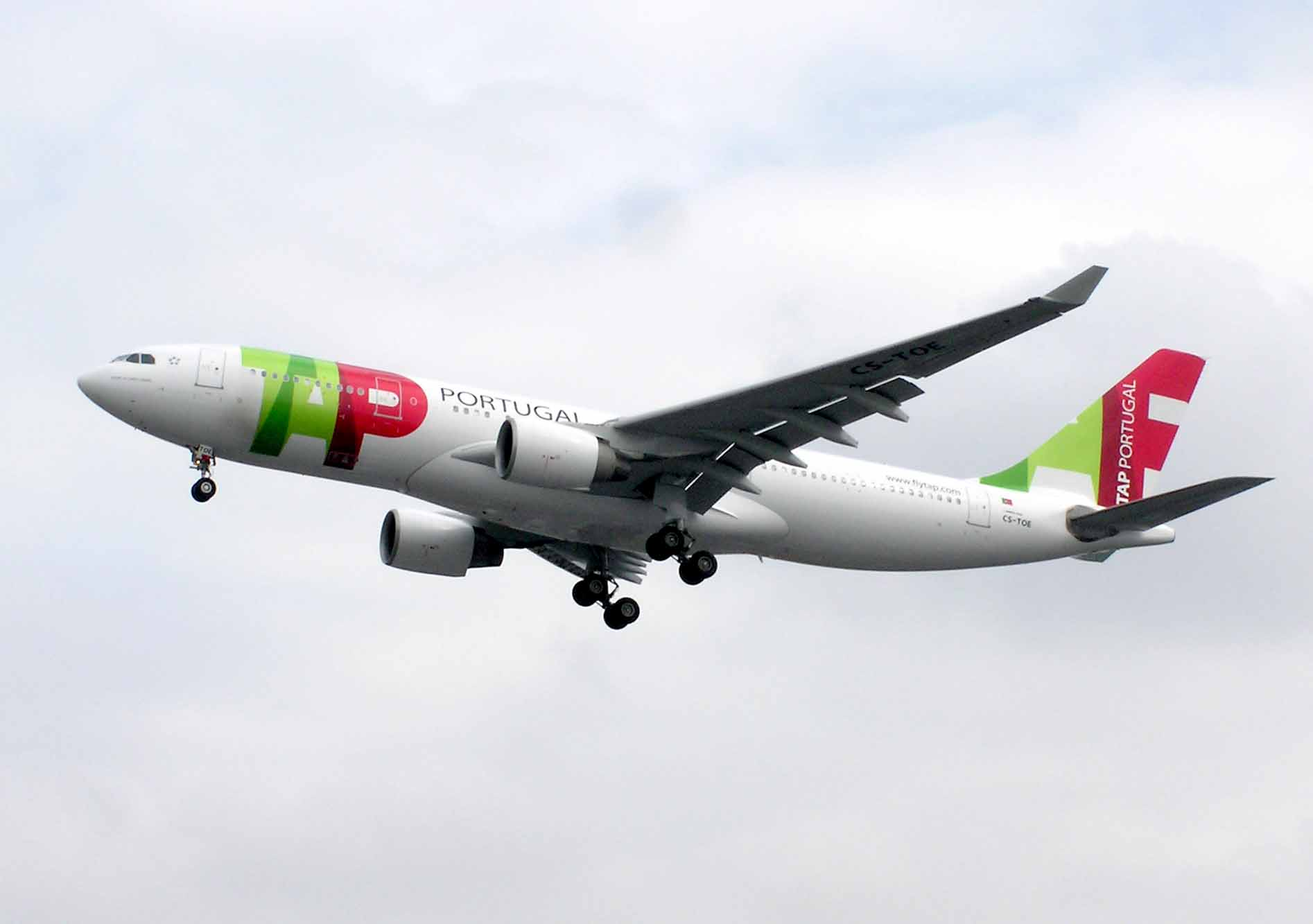
A330-200 da TAP Air Portugal

O Airbus A330-200 nasceu como versão de longo alcance derivada do A330-300. Começou a ser desenvolvido a partir de novembro de 1995.
Com o baixo número de vendas do A340-200 (apenas 28 foram construídos), a Airbus decidiu usar a fuselagem do A340-200 com as asas e motores do A330-300. Isto criou um avião muito mais econômico do que o quadrijato que serviu de base.
Em fevereiro de 1996, viria a primeira encomenda, de 13 unidades, feita pela empresa de leasing ILFC.
O primeiro voo foi realizado em 13 de agosto de 1997 e as primeiras entregas em abril de 1998.
Praticamente idêntico ao A330-300, e da mesma forma oferecido às companhias com três opções de motores (Rolls Royce, Pratt & Whitney e General Electric), as diferenças mais marcantes são o menor comprimento da fuselagem e a maior capacidade de combustível, graças à adição de um tanque central.
O maior alcance fez da versão -200 um best seller, ultrapassando com folga o número de encomendas do seu irmão maior A330-300, e competindo diretamente com o Boeing 767-300ER na categoria de bimotores de longo alcance.
Rapidamente o modelo tornou-se o "avião do momento" entre vários operadores, tanto empresas regulares como charters.
Com o A330-200, a Airbus quebrou o monopólio da Boeing no segmento de longo alcance no mercado brasileiro: no final da década de 1990, a TAM anunciou a compra do A330-200 ao invés do Boeing 767-300ER, abrindo caminho para a reentrada da Airbus nos céus brasileiros, já que Cruzeiro, Varig e VASP operaram o Airbus A300, mas todas acabaram utilizando em maior quantidade ou os Douglas DC-10 ou os McDonnell Douglas MD-11 para as rotas dentro da América do Sul.
O Airbus A330-200 no Brasil foi utilizado pela atual Latam entre 1998 até 2016, quando foi substituído pelos Airbus A350 que começaram a chegar na empresa em dezembro de 2015 e também pelos Boeing 787. A TAM possuiu ao longo do período doze aeronaves do modelo.
A Azul conta com um total de oito Airbus A330-200 (um deles adquiridos da Avianca Brasil) usados em rotas internacionais e ainda efetuou a encomenda de cinco aeronaves do modelo Airbus A330-900 neo. Um deles, inclusive, já foi entregue e realiza a rota Lisboa-Viracopos. A próxima entrega está prevista para novembro de 2019.
Em Portugal, O A330-200 serve, desde 2006, a TAP Portugal, sendo que hoje a empresa dispõe de 16 aviões deste modelo.

### Operadores no Brasil
| Companhia                      | Total | PEDIDOS |
| Avianca Brasil                 | 3     | 2       |
| Azul Linhas Aéreas Brasileiras | 8     | 0       |
| TOTAL                          | 11    | 2       |

### A330-200F
Com a intenção de fabricá-lo desde meados de 2000, a Airbus, no Farnborough Air Show de 2006, anunciou o lançamento da versão e foi muito bem aceita pelos clientes. O início das operações está marcado para o segundo semestre de 2009.
O A330-200F é capaz de transportar 64 toneladas de carga em voos de até 7 400 quilômetros, ou 69 toneladas em trechos mais curtos, de 5 930 quilômetros.
Para ser possível a acomodação de todos os pallets e containers, foi necessária uma adaptação no projeto da aeronave. O trem de pouso dianteiro precisou ser deslocado para frente e parte de sua estrutura ficou do lado de fora da fuselagem, sendo necessária a instalação de uma cobertura de material composto, o que, sem dúvida, marcará o visual do jato.
As opções de motores são Pratt & Whitney PW4000 ou Rolls-Royce Trent 700.

### Airbus A330-300

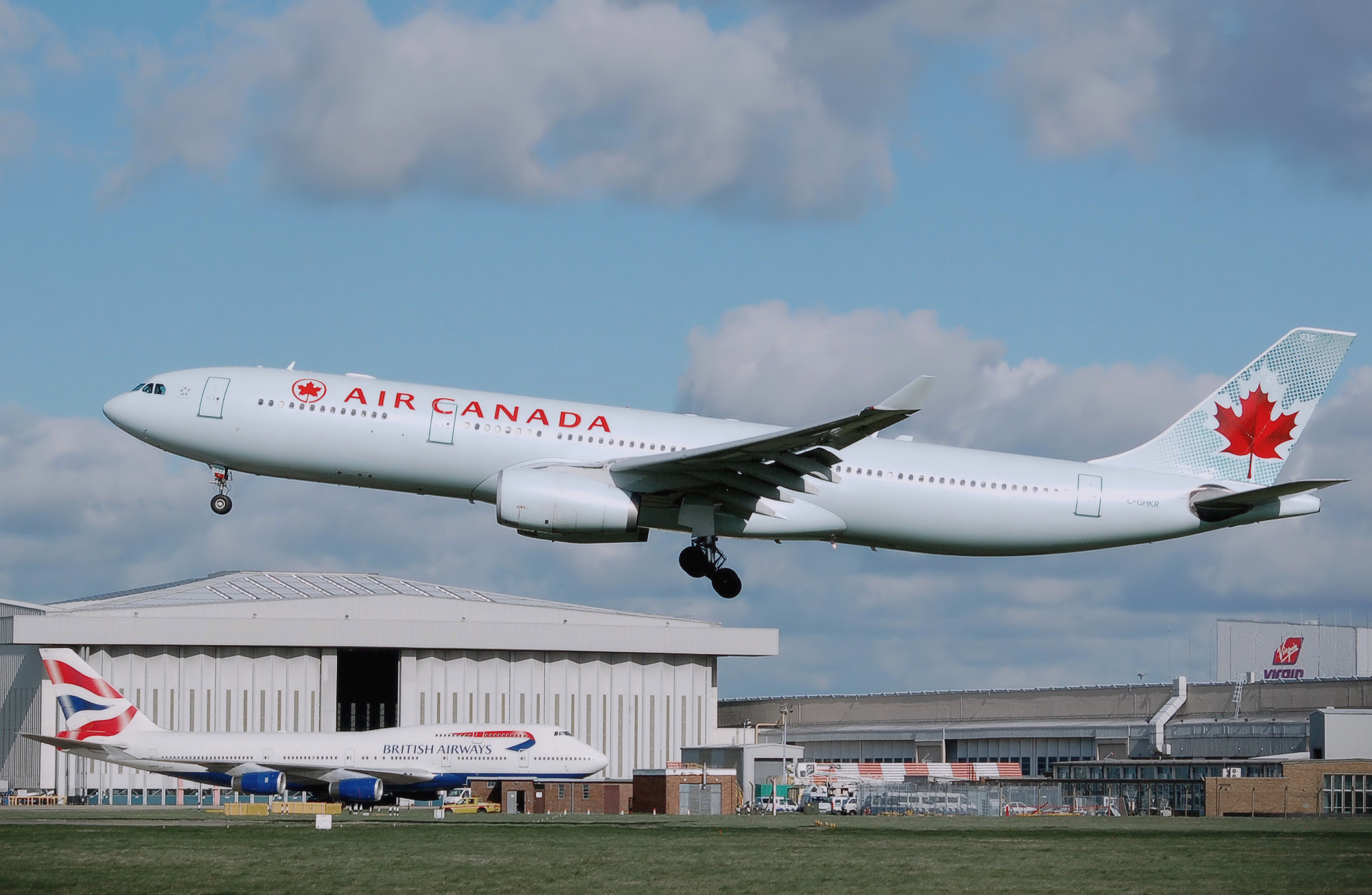
Airbus A330-300 da Air Canada

O birreator A330-300 é, juntamente como o A340, a resposta da Airbus no segmento de grande capacidade. Versátil, opera tanto em longos voos intercontinentais como em segmentos curtos de alta densidade de tráfego. Seu desenvolvimento começou juntamente com o A340, em junho de 1987, quando os projetos ainda eram chamados de TA-9 e TA-11. Utilizando-se da mesma fuselagem do A340-300, mas empregando apenas dois motores, o A330-300 pode transportar até 475 passageiros em classe única a uma distância de 7 500 km.
Mais do que utilizar a mesma fuselagem, as asas do A340 e A330 são idênticas, mudando-se apenas a posição dos motores, numa solução genial dos engenheiros da Airbus, que contribuiu enormemente para reduzir os custos de desenvolvimento.
O protótipo fez seu primeiro voo em novembro de 1992, a homologação foi conquistada em outubro de 1993 e o A330-300 entrou em operação nas asas da Malaysian e Air Inter, clientes lançadoras do modelo. Especialmente popular na Ásia, onde opera em várias empresas, nas Américas somente a Air Canada, Air Transat, Skyservice, Northwest Airlines , American Airlines e Delta Airlines voam com o modelo.
Seu competidor direto é o Boeing 777-200.

## Especificações
Fonte: Airbus
Notas: A versão -200 necessita de 2 220 m de pista para decolagem com MTOW.
A versão -300 necessita de 2 500 m de pista para decolagem com MTOW
- Motor Rolls-Royce Trent 700.
- Motor Pratt & Whitney PW4000.
- Motor GE CF6.

## Principais acidentes
- 24 de agosto de 2001 – O voo Air Transat 236 operado com um A330-243 realizou o maior voo planado jamais registrado na aviação comercial a jato após ter perdido o combustível a meio do Oceano Atlântico. O voo sem motores durou cerca de meia hora, ao longo de 120 km (65 milhas náuticas), realizando uma aterragem de emergência no Aeroporto das Lajes, na ilha Terceira, Açores, Portugal. Não houve feridos, mas o avião sofreu alguns danos estruturais, tendo estourado igualmente os pneus.
- 1 de junho de 2009 – O voo Air France 447 ligava o Rio de Janeiro a Paris. Tornou-se conhecido pelo voo de 31 de maio de 2009, operado pelo Airbus A330-200, prefixo F-GZCP da companhia francesa Air France, quando a aeronave desapareceu dos monitores dos radares ao sobrevoar a costa do Brasil a cerca de 704 quilômetros de Fernando de Noronha e a 1 228 quilômetros de Natal, durante a travessia do Oceano Atlântico. O avião decolou do Aeroporto Internacional do Rio de Janeiro às 19h03 (horário de Brasília), com 12 tripulantes e 216 passageiros, incluindo um bebê, sete crianças, 82 mulheres e 126 homens, segundo a Air France. Deveria pousar às 11h10 locais (6h10 de Brasília) no Aeroporto de Paris-Charles de Gaulle, em Paris. Dois anos depois, com as caixas pretas localizadas, foi descoberto que o congelamento dos tubos de Pitot e a errônea reação dos pilotos levou o avião a um estol. O Centro de Investigação e Prevenção de Acidentes Aeronáuticos (Cenipa) e o Bureau d'Enquêtes et d'Analyses pour la Sécurité de l'Aviation Civile realizaram as investigações oficiais.
- 12 de maio de 2010 – O voo Afriqiyah Airways 771 da companhia aérea Afriqiyah Airways com 104 pessoas a bordo caiu próximo do Aeroporto Internacional de Trípoli (Líbia). O único sobrevivente foi uma criança holandesa de dez anos.[13]
- 11 de julho de 2024 –  O voo Saudi Airlines 792 entre a Arábia Saudita e o Paquistão pegou fogo ao pousar no aeroporto de Peshawar, a sexta maior do Paquistão. O Airbus A330, com 297 pessoas a bordo, parado na grama enquanto todos os ocupantes foram removidos em segurança após deixar o avião pelos escorregadores de emergência. Perto da cauda da aeronave, era possível observar muita fumaça.[14]